# État comprimé
En physique quantique, un état comprimé, parfois appelé état compressé ou état squeezé (de l'anglais squeezed state) désigne un type particulier d'état quantique décrit par deux observables non-commutantes avec un spectre continu. Par exemple, la position {\displaystyle x} et la quantité de mouvement {\displaystyle p} d'une particule forme un tel couple d'observables. Selon le principe d'incertitude, l'incertitude sur la mesure de ces deux quantités et liée par l'équation {\displaystyle \Delta x\Delta p\geq {\frac {\hbar }{2}}}

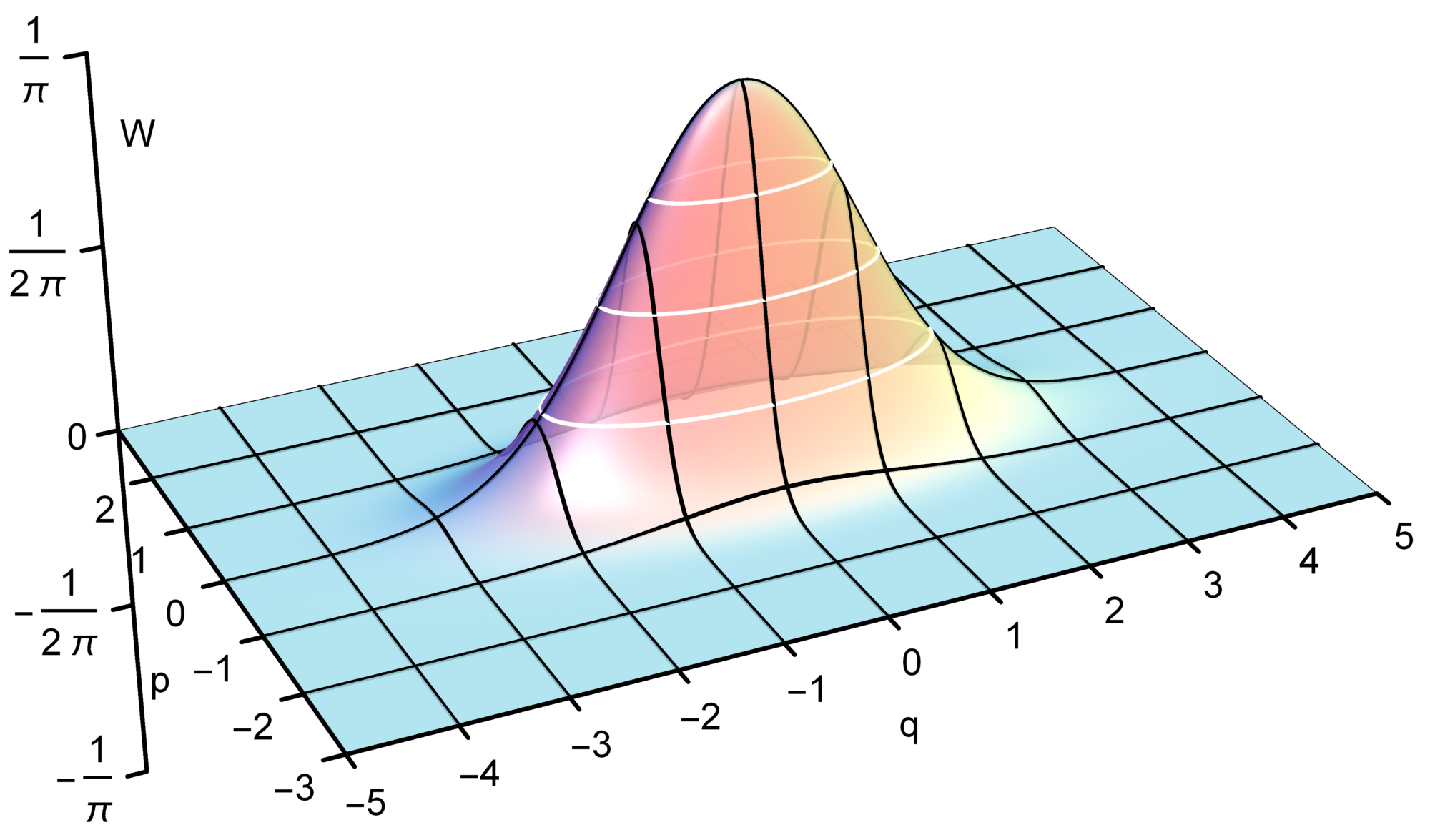
Exemple d'état comprimé de la lumière

En d'autres termes, plus l'incertitude sur l'une des quantités est faible, plus l'incertitude sur l'autre sera élevée. Un cas simple d'états obéissants à ce principe apparaît naturellement dans l'étude de l'oscillateur harmonique quantique : ce sont les états cohérents (ainsi que l'état fondamental). Ceux-ci ne sont cependant pas des états comprimés : l'incertitude sur {\displaystyle x} et {\displaystyle p} est identique.
Le terme d'état comprimé désigne les états où l'incertitude sur l'une des quantités (ou une combinaison de celles-ci) est plus faible que dans l'état fondamental. La dénomination vient de l'idée que si l'on peut représenter l'incertitude de l'état fondamental par un cercle (signifiant qu'elle est identique dans toutes les directions), celle de l'état comprimé "compresse" ce cercle en une ellipse, donnant une direction privilégiée où l'incertitude est plus faible.
Les premiers états comprimés de la lumière ont été produits durant les années 1980,. À cette époque, une compression d'un facteur 2 (3 dB) sur la variance a été obtenu. En 2017, des facteurs de plus de 10 (10 dB) ont été obtenus,,.

## Expériences
Les premières démonstrations d'états quantiques sont celles d'états comprimés de la lumière. Ceux-ci sont obtenus en utilisant des lasers et des milieux optiques non-linéaires (par exemple un oscillateur paramétrique optique).

## Applications
Les états comprimés de la lumière peuvent être utilisés pour améliorer la précision de certaines mesures. Par exemple, de la lumière comprimée en phase permet d'améliorer la mesure de phase dans un interféromètre ; ce phénomène est notamment utilisé pour la détection d'ondes gravitationnelles,. À l'inverse, une lumière comprimée en amplitude permet d'améliorer la mesure de signaux spectroscopiques très faibles.
Des états comprimés des atomes sont utilisés pour améliorer la précision des horloges atomiques,. En effet, la précision de celles-ci est souvent limitée par le bruit quantique.
Les états comprimés interviennent également dans la formulation mathématique de différents effets de la théorie quantique des champs, comme l'effet Unruh ou le rayonnement de Hawking.